# Indywidualne Mistrzostwa Polski w Zapasach 1968

## Mistrzostwa Polski w Zapasach1968

### Mężczyźni
- styl wolny

21. Mistrzostwa Polski – x – x 1968, Lublin
- styl klasyczny

38. Mistrzostwa Polski – x – x 1968, Siemianowice Śląskie

## Medaliści

### Mężczyźni

#### Styl wolny
| Kategoria:  | Złoto:                             | Srebro:                             | Brąz:                                     |
| 52 kg       | Artur Popławski Gwardia Warszawa   | Antoni Smorczewski Drukarz Warszawa | Marek Misiak Boruta Zgierz                |
| 57 kg       | Tadeusz Bednarek Drukarz Warszawa  | Zbigniew Żedzicki Górnik Wesoła     | Wiesław Draniak Gwardia Warszawa          |
| 63 kg       | Tadeusz Godyń GKS Dąbrowa Górnicza | Jerzy Dudek Lotnik Wrocław          | Jerzy Stępniak Budowlani Łódź             |
| 70 kg       | Janusz Pająk GKS Tychy             | Waldemar Dąsal Lotnik Wrocław       | Tadeusz Trojanowski Gwardia Warszawa      |
| 78 kg       | Marek Grob Drukarz Warszawa        | Ksawery Laudy Gwardia Warszawa      | Paweł Gawrysiak Grunwald Poznań           |
| 87 kg       | Jan Wypiorczyk Budowlani Łódź      | Zygmunt Patoleta Gwardia Warszawa   | Henryk Guzowski LZS Giżycko               |
| 97 kg       | Kazimierz Topór Stal Rzeszów       | Wiesław Bocheński Drukarz Warszawa  | Bogdan Bartkowiak Sulimirczyk Sulmierzyce |
| ponad 97 kg | Ryszard Długosz Stal Rzeszów       | Jan Dziengo Górnik Wesoła           | Marian Malinowski Rzemieślnik Warszawa    |

#### Styl klasyczny
| Kategoria:  | Złoto:                                 | Srebro:                                    | Brąz:                                      |
| 52 kg       | Jan Michalik Wisłoka Stomil Dębica     | Jan Kukuła Siła Mysłowice                  | Wiesław Tańczyn Olimpia Elbląg             |
| 57 kg       | Kazimierz Lipień Wisłoka Stomil Dębica | Józef Lipień Wisłoka Stomil Dębica         | Andrzej Maślorz Siła Mysłowice             |
| 63 kg       | Czesław Korzeń Wisłoka Stomil Dębica   | Tadeusz Kachel Legia Warszawa              | Jerzy Sekuła Siła Mysłowice                |
| 70 kg       | Kazimierz Macioch Gwardia Warszawa     | Ludwik Pluta Unia Swarzędz                 | Paweł Tanżyna Unia Racibórz                |
| 78 kg       | Adam Ostrowski Legia Warszawa          | Leszek Godecki Gwardia Warszawa            | Marian Czardybon Siła Mysłowice            |
| 87 kg       | Bolesław Dubicki Legia Warszawa        | Jan Stawowski Siła Mysłowice               | Adam Bącal Piotrcovia Piotrków Trybunalski |
| 97 kg       | Wacław Orłowski Wisłoka Stomil Dębica  | Andrzej Skrzydlewski Wisłoka Stomil Dębica | Włodzimierz Smoliński Legia Warszawa       |
| ponad 97 kg | Lucjan Sosnowski Legia Warszawa        | Henryk Bierła GKS Katowice                 | Edward Pamś Cybina Poznań                  |